# Economia de Barra Mansa
A economia de Barra Mansa conta com uma ocupação de mão-de-obra de cerca de 15 mil pessoas. O setor industrial apresenta crescimento de micro e pequenas empresas, responsáveis por 60% dos empregos nesta área. Levando-se em conta a proximidade entre os municípios e a facilidade de locomoção criada por estes fatores, o setor industrial da região tornou-se um dos mais importantes do estado do Rio de Janeiro, dados o grande porte das instalações e a conseqüente presença das empresas fornecedoras de insumos, das prestadoras de serviços e das que terceirizam as operações das grandes empresas.

## Setor secundário
O número de empresas industriais em Barra Mansa chega a 528 unidades.

## Setor terciário
Barra Mansa possui um forte e tradicional centro comercial, concentrado principalmente na avenida Joaquim Leite, coração da cidade, possuindo lojas variadas e dois shopping centers. Também há muito movimento em ruas adjacentes, como a  avenida Domingos Mariano, famosa por seu comércio moveleiro.